# جورج اف. ادموندز
جورج اف. ادموندز (انگلیسی: George Franklin Edmunds؛ زاده ۱ فوریهٔ ۱۸۲۸ - درگذشته ۲۷ فوریهٔ ۱۹۱۹) سناتور سابق عضو جمهوری‌خواه بود. وی در سال ۱۸۶۶ تا ۱۸۹۱ میلادی سناتور ایالت ورمانت در سنای ایالات متحده آمریکا بود.